# ترزنق
ترزنق روستایی است که در استان اردبیل، شهرستان خلخال، بخش مرکزی، دهستان خانندبیل غربی قرار دارد.

## جمعیت
بر اساس سرشماری سال ۱۳۸۵ جمعیت این روستا ۴۹۷ نفر با ۱۱۴ خانوار بوده‌است.